# Odry (Czersk)
Odry jsou vesnička v gmině Czersk, v okresu Chojnice v Pomořském vojvodství v Polsku. V letech 1975–1998 patřila k Bydhošťskému vojvodství.

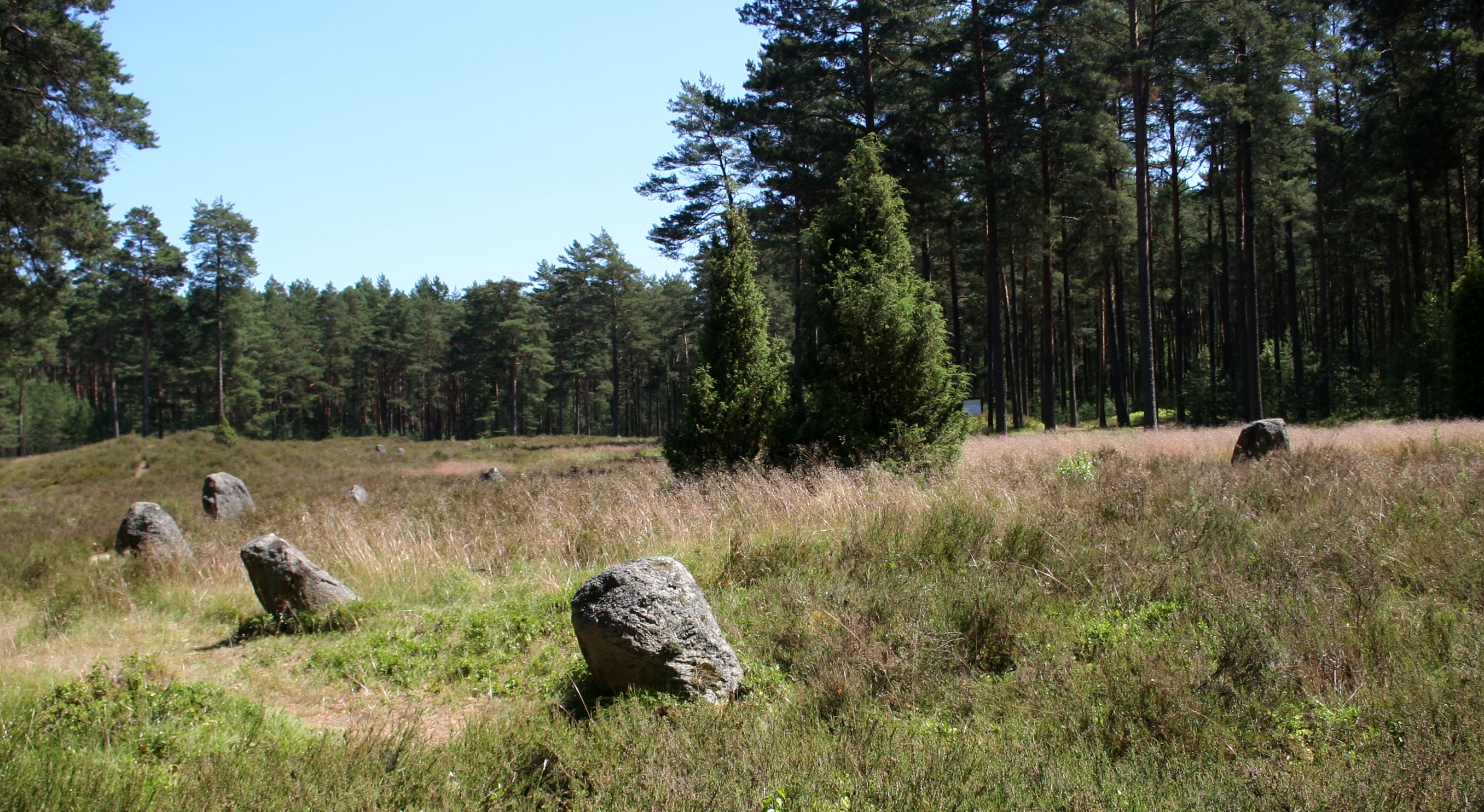

Pohled z dronu na kamenné kruhy

Jedná se turisticky hojně navštěvované místo, vesnicí prochází turistická stezka (Szlak Kamiennych Kręgów) vedoucí k nedalekým megalitickým stavbám. Jde o soubor deseti kompletních a dvou částečně dochovaných kamenných kruhů, pravděpodobně pohřebiště Gótů z 1. a 2. století našeho letopočtu. České veřejnosti představil tuto lokalitu Arnošt Dittrich, který vycházel z práce vládního zeměměřiče P. Stephana, jenž kruhy zaměřil a popsal v roce 1913. Po invazi do Polska v roce 1939 se kamenné kruhy staly kultovním místem nacistů, v pozornosti esoteriků jsou i v 21. století. Areál má rozlohu téměř 17 hektarů a od roku 1958 je památkově chráněný.